# Abraham Duquesne
Pour les articles homonymes, voir Duquesne.
Abraham Duquesne (puis du Quesne après son anoblissement), baron d'Indret dès 1650 puis marquis du Quesne en 1682, né à Dieppe en 1610 et mort le 2 février 1688 à Paris, est l'un des grands officiers de la marine de guerre française du XVIIe siècle. 
Né dans une famille huguenote au début du XVIIe siècle, il embarque pour la première fois sous les ordres de son père, capitaine de vaisseau. Il sert sous Louis XIII pendant la guerre de Trente Ans et se distingue en plusieurs occasions, notamment aux combats de Tarragone et du cap de Gata, mais doit quitter la marine en 1644 après avoir perdu un navire.
Pendant les troubles de la minorité de Louis XIV, il obtient de Mazarin l'autorisation de servir dans la marine royale suédoise, en compagnie de son frère. Il prend part à la guerre de Torstenson qui oppose le royaume de Suède au Danemark et se distingue au combat de Fehmarn en prenant le navire amiral du commandant de la flotte danois Pros Mund. 
Rentré en France, il réintègre la Marine royale et est envoyé en 1669 au secours de Candie, assiégée par les Turcs. Il prend part à la guerre de Hollande (1672-1678) et combat à la bataille de Solebay (1672) et à Alicudi (janvier 1676). Mais, c'est à la bataille d'Agosta (avril 1676) et à celle de Palerme qu'il se distingue tout particulièrement. Il termine sa carrière avec le grade de lieutenant général des armées navales, freiné dans son avancement par sa religion qu'il refusera d'abjurer malgré l'insistance de Louis XIV et de ses conseillers (Colbert et Bossuet).

## Biographie

### Origines et jeunesse
Abraham Duquesne naît en 1610 à Dieppe (Seine-Maritime) dans une famille huguenote d’armateurs, de corsaires et de marchands. Il est le fils d'Abraham Duquesne (v. 1570-1635), capitaine de vaisseau, calviniste et de son épouse, Marthe de Caux, tous deux originaires de Normandie. Né roturier, il fut anobli par les titres de baron d'Indret en 1650 et marquis du Quesne en 1682  et protestant, il est, selon Mabire « affligé d'une triple tare qui pèsera lourd sur sa future carrière. »
Dès son plus jeune âge, il suit les pas de son père. Il passe son enfance à Dieppe, qui possède alors la plus grande école d'hydrographie française.
En 1627, à l'âge de dix-sept ans, il entre dans la marine royale et sert à bord du Petit Saint-André, comme lieutenant de son père. Son père tombé malade, il le remplace et capture un navire marchand hollandais, le Berger, qu'il ramène à Dieppe et qui lui est adjugé par le Parlement de la ville. L'année suivante, il commande un vaisseau lors du siège de La Rochelle contre les armées réformées commandées par Jean Guiton, qui deviendra par la suite son beau-frère. S'il se bat dans le camp des armées royales, Duquesne reste cependant très attaché à sa religion.

### Carrière militaire

#### Combats en Méditerranée pendant la guerre de Trente Ans
En 1635, il devient capitaine de vaisseau. Il apprend la mort de son père, tué par une escadre espagnole alors qu'il escortait un convoi de navires marchands en provenance de Suède,. L'année suivante, à bord du Neptune, il se bat en Méditerranée contre les Espagnols avec les escadres de Guyenne, de Bretagne et de Normandie, sous les ordres du comte d'Harcourt et de l'archevêque de Bordeaux Mgr de Sourdis. Partie de l'île de Ré, le 23 juin 1636, la flotte française atteint les îles de Lérins, situées au large de Cannes, un mois plus tard. Ces îles sont alors tenues par les Espagnols, qui y ont bâti d'importantes fortifications afin de les rendre inexpugnables. L'île Sainte-Marguerite a été dotée de cinq forts, et l'île Saint-Honorat d'un fort. Après la prise des îles en 1635, il se distingue pendant la prise de ces îles qui durera neuf mois. En 1637, il croise en Méditerranée contre les Espagnols et les pirates barbaresques.

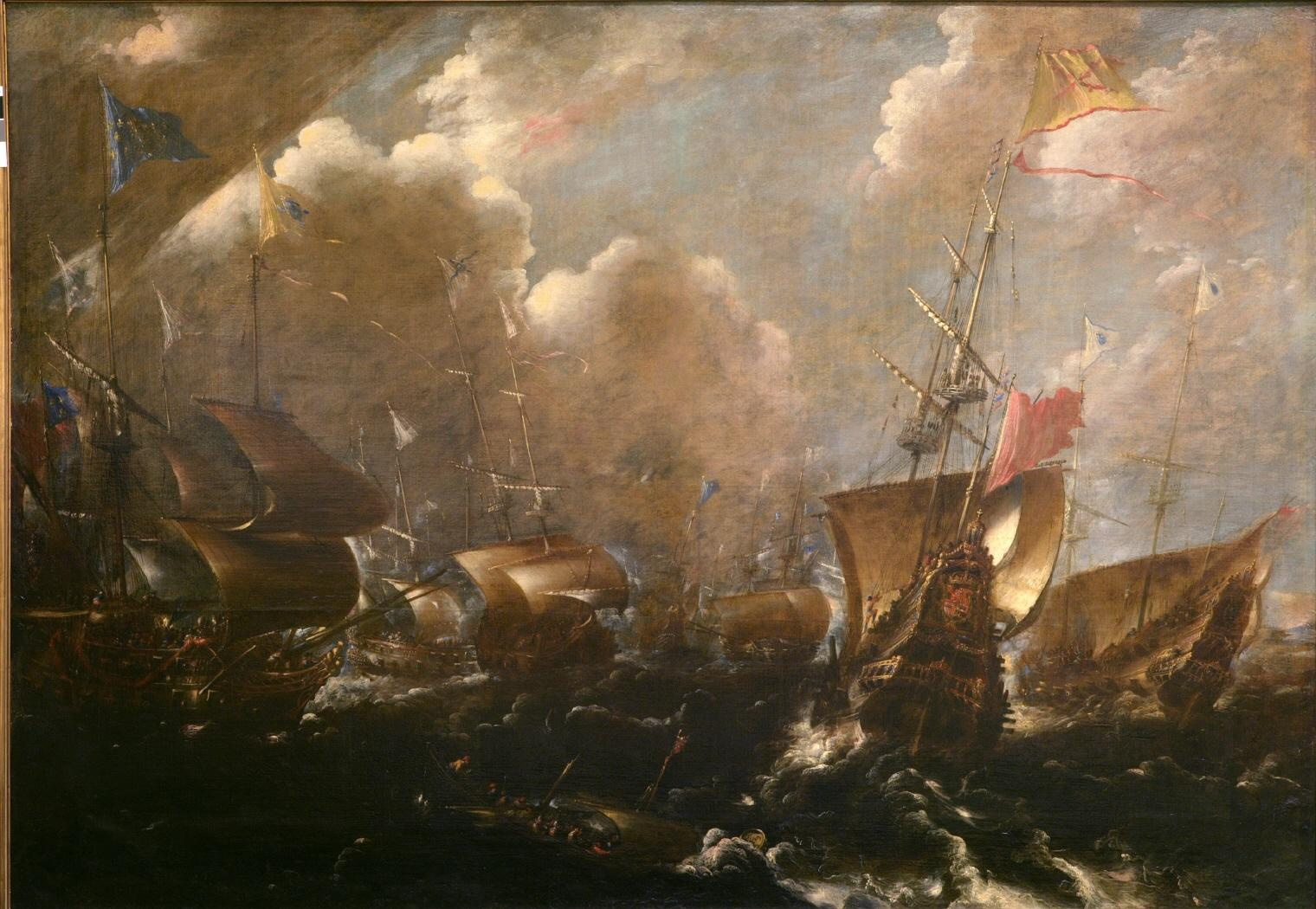
La bataille de Guetaria, 22 août 1638. Huile sur toile d'Andries Van Eertvelt

De retour à Brest, il s'occupe de renforcer les défenses du port de la ville. En 1638, il reçoit le commandement du Saint-Jean avec lequel il rejoint la flotte du Ponant, stationnée à Belle-Isle. Forte de trente-six vaisseaux de ligne, douze brûlots et quatre flûtes, celle-ci met les voiles vers les côtes espagnoles et sur la ville de Fontarrabie, où les armées françaises sont battues. Le 22 août 1638, il se distingue à la bataille de Gatari à bord du Saint-Jean, de 24 canons, une attaque coordonnée qui doit avoir lieu en même temps sur mer et sur terre, grâce à une armée de 12 000 hommes aux ordres du prince de Condé. Le cardinal de Richelieu lui écrit pour le féliciter sur sa conduite dans cette occasion et lui donner l'assurance de son intérêt et de son affection. Malgré une victoire de la flotte française, la ville ne pourra être prise avant l'année suivante.

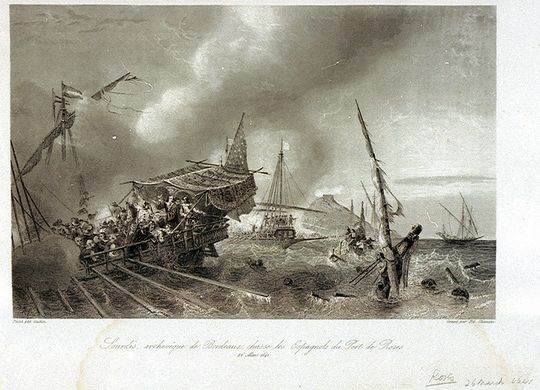
Sourdis, archevêque de Bordeaux, chasse les Espagnols du Port de Roses. 26 mars 1641. Gravure d'après le tableau de Théodore Gudin.

Toujours employé dans l'armée navale de l'archevêque de Bordeaux, il seconde activement, en 1639, de nouvelles opérations sur les côtes de Biscaye, et prend part à la prise de Laredo et de Santona. Il y commande le Maquedo, bâtiment espagnol pris à l'ennemi. Mais, ayant reçu l'ordre d'aborder un gros galion qui se trouvait en rade de Santona, et s'étant intrépidement avancé à l'attaque à bord de chaloupes armées, il a la mâchoire brisée par une « mousquetade » au menton. Malgré cette grave blessure, il se rétablit, et reprend la mer.
En 1641, en compagnie de quatre autres capitaines, il va enlever cinq vaisseaux espagnols sous les canons de Rosas. II se signale aussi au combat de Tarragone le 4 juillet, devant Barcelone le 9 août, et au large du cap de Gata, où il est à nouveau blessé, le 3 septembre 1643. Le jeune marin perd dans l'archevêque de Bordeaux et dans Richelieu, qui meurt à la fin de l'année 1642, deux protecteurs qui avaient pris la mesure de son talent. Il retrouve un appui en la personne du grand maître de la navigation Maillé-Brézé.
Mais en 1644, il perd son navire dans des circonstances mystérieuses et doit quitter la marine.

#### Dans la Marine royale suédoise et sous la Fronde
Pendant les troubles de la minorité de Louis XIV, il écrit au cardinal Mazarin pour lui demander l'autorisation de quitter la Marine Royale, ce qu'il obtient. Il s'engage avec son frère Jacob dans la marine royale suédoise. capitaine de vaisseau en France, il est fait amiral-major par la Reine Christine le 14 septembre et sert pendant la guerre de Torstenson, qui oppose le royaume de Suède au royaume du Danemark et de Norvège. Au cours de cette guerre, il combat sous les ordres de Carl Gustaf Wrangel, devenu commandant de la flotte suédoise à la mort de l'amiral Fleming, et dont il devient le commandant en second. Il défait complètement devant Kolberger Heide la flotte danoise commandée par Christian IV de Danemark en personne, à bord de la frégate Regina, 34 canons.

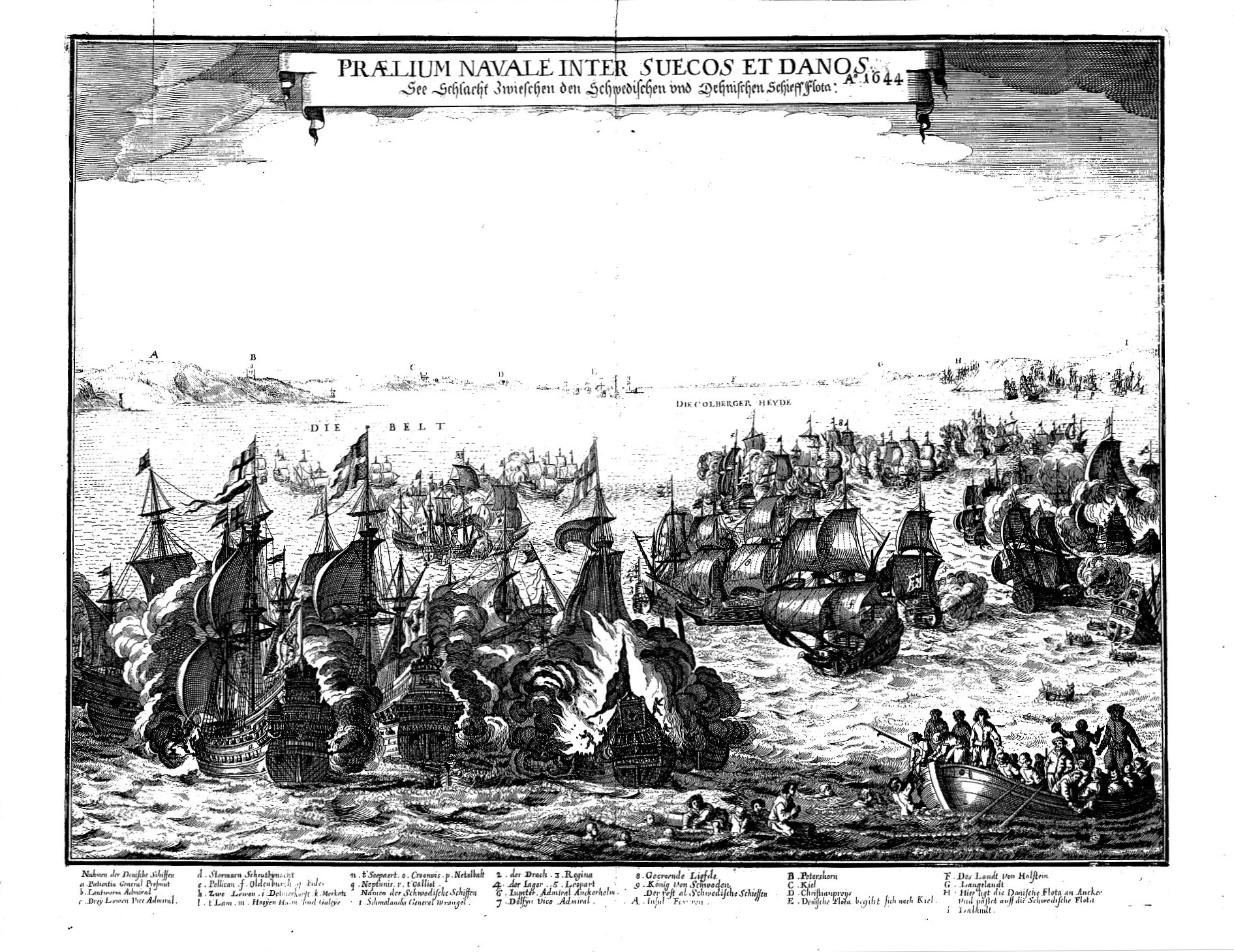
Bataille de Fehmarn, 13 octobre 1644

Le 13 octobre 1644, au combat de Fehmarn, il participe à une nouvelle victoire sur la flotte danoise, au cours de laquelle l'amiral Pros Mund est tué et son navire amiral, le Patientia, capturé. C'est lui que Wrangel désigne pour aller donner l'assaut au navire amiral danois à bord duquel se trouve le roi. Son frère, qui se distingue lui aussi pendant ce combat, est nommé capitaine de vaisseau.
Avec le retour à la paix en 1645, il retourne en France et participe à des échanges entre les marines de Suède et de France, avant de rentrer en France en 1647 où il arme une escadre à ses frais. Il bat en 1650 les Anglais et les Espagnols qui avaient envoyé plusieurs vaisseaux au secours de Bordeaux révolté. Pour ce fait, il est créé chef d'escadre.
Durant la Fronde, il reste fidèle au Roi et arme à ses frais contre les frondeurs. À la fin de la Fronde, alors qu'il tente un retour en Suède, il est éconduit par la marine suédoise pour des raisons inconnues et doit rester en France sans pouvoir reprendre la mer. Il entretient alors des liens d’affaires avec le surintendant des finances Fouquet.

#### Retour dans la Marine royale

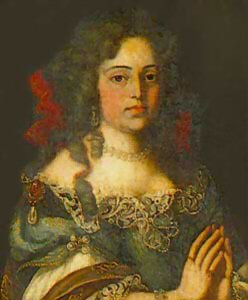
La duchesse de Nemours que Duquesne escorte au Portugal en vue de son mariage avec le Roi Alphonse

En 1661, Mazarin meurt et Colbert lui succède. Ce dernier tient Duquesne en haute estime et la même année, il réintègre la marine française et participe aux premières opérations navales du règne de Louis XIV. Il obtient le commandement du Saint-Louis, dont il vérifie l'armement. Après s'être illustré dans plusieurs combats en Méditerranée contre les barbaresques dans les années 1662-1663, sous les ordres du Chevalier Paul, il passe de la flotte du Levant à celle du Ponant. En 1665, il est nommé commandant d'escadre et le Vendôme, 72 canons et 600 hommes d'équipage, est placé sous ses ordres. En juillet 1666, il est à la tête de l'escorte chargée de conduire à Lisbonne la duchesse de Nemours mariée par procuration au roi de Portugal Alphonse VI.
La flotte française est alors témoin de la guerre que se livrent l'Angleterre et les Provinces-Unies en mer du Nord. À cette époque, Duquesne sert dans l’escadre de François de Vendôme, duc de Beaufort dont il espère devenir le bras droit. En 1669, il est nommé lieutenant général des armées navales mais son ascension dans la hiérarchie de la marine, est ensuite barrée par la promotion fulgurante du comte d'Estrées, nommé vice-amiral du Ponant. Sitôt promu, il est envoyé en Méditerranée au secours de Candie, assiégée par les Ottomans, mais il arrive trop tard et la flotte française y subit une défaite. Louis XIV et Jean-Baptiste Colbert voient en Duquesne un mauvais chef de guerre animé d’un esprit d’excessive prudence et réticent à briser ses vaisseaux au combat en ligne. La guerre de Hollande va leur donner raison et confirmer la modération de Duquesne qui, de retour en France, est la cible d’accusations de lâcheté. Ses relations avec le comte d’Estrées se dégradent significativement. Ce dernier écrit à propos de Duquesne « Il est d’un caractère épineux et difficile, et d’un esprit moins porté à trouver des expédients qu’à susciter des difficultés. » La rivalité entre les deux hommes atteint son paroxysme lorsque Duquesne refuse de saluer son commandant, à tel point que Colbert est contraint d’intervenir,. C'est dans ce contexte que les deux hommes s’apprêtent à aller affronter la flotte hollandaise de l’amiral Ruyter.

#### Guerre de Hollande

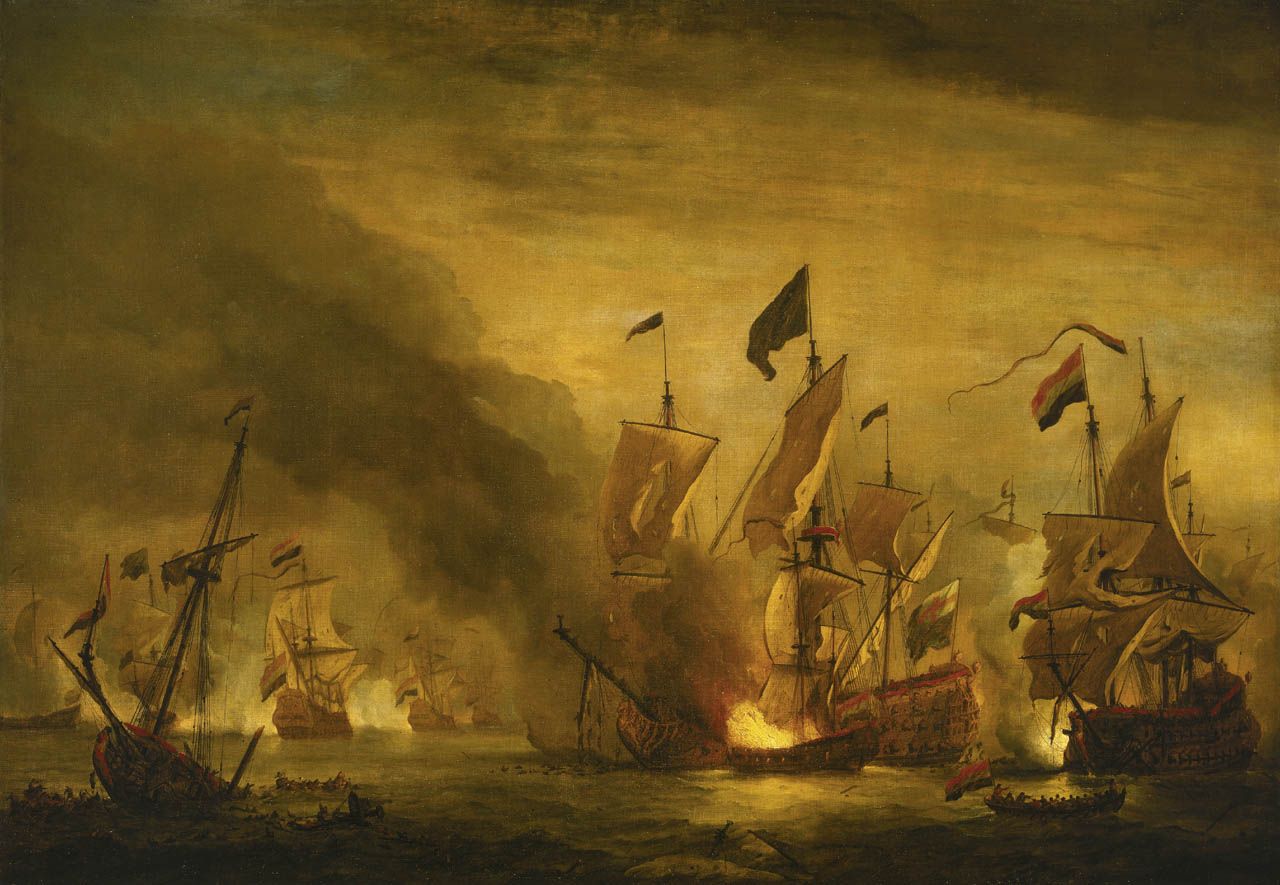
Bataille de Solebay, 7 juin 1672

Le 7 juin 1672, il commande Le Terrible, 68-70 canons, et participe sous les ordres de d'Estrées lui-même sous les ordres du duc d'York à la bataille de Solebay contre la marine hollandaise. Il manœuvre trop lentement pour soutenir efficacement d'Estrées et pire, ne répond pas aux ordres d’attaque du duc d'York et laisse échapper la flotte hollandaise alors que la flotte anglo-française se trouvait dans une position très favorable. En agissant ainsi, il se conforme aux ordres de son roi - Louis XIV avait donné aux amiraux français des instructions secrètes consistant à laisser les flottes anglaises et hollandaises s'entre-déchirer, la flotte française prétexte la présence de vents défavorables pour ne prendre qu'une part mineure au combat - mais il s'expose également à la critique. Le marquis de Martel, pour s'être élevé contre ces ordres déshonorants, est envoyé à la Bastille.
La carrière de Duquesne semble alors entrer dans un déclin irréversible. Il est contraint de demander un congé et d'écrire à Colbert une lettre pour justifier sa conduite, dans laquelle il explique avoir reçu un signal incomplet et avoir refusé d'appliquer les ordres, de peur de les mes-interpréter. Dans cette lettre, il se plaint à nouveau des critiques portées par d'Estrées à son encontre.
Mais, l’entrée en guerre de l’Espagne en 1673 et le soulèvement de Messine en 1674, ouvrent un second front maritime en Méditerranée. Duquesne, placé au commandement du Saint-Esprit, 72 canons, est alors choisi pour seconder le duc de Vivonne et se trouve promu commandant de l'Escadre de la Méditerranée en 1674. Le 11 février 1675, la flotte française composée de six vaisseaux, une frégate et deux brûlots, doit faire face à vingt-neuf vaisseaux et quatorze galères espagnoles. Ce n'est que l'envoi de renforts de Messine qui met en fuite les Espagnols. Durant le combat, Duquesne parvient à se saisir d'un vaisseau de 44 canons.
Le 17 août, il prend la ville d'Augusta, dans la province de Syracuse (Sicile), mais, après les succès faciles de 1675 contre une flotte espagnole qui n'est plus que l’ombre d’elle-même, Duquesne va devoir affronter en 1676 un ennemi bien plus redoutable. En effet, Guillaume de Nassau, prince d'Orange, et le stathouder des Provinces-Unies, envoie au secours de leur allié espagnol, une flotte commandée par le plus grand capitaine de son temps, l'amiral hollandais Michiel de Ruyter.
Lors de la bataille d'Alicudi, le 8 janvier 1676, à défaut d'une victoire éclatante, il parvient à mettre en fuite la flotte de Ruyter; et, le 22 janvier, il entre triomphalement dans la ville de Messine. Les nouvelles parviennent à Versailles et un mois plus tard, il reçoit une lettre écrite de la main de Louis XIV.
Cette lettre est accompagnée d'une lettre de Colbert, elle aussi, pleine d'éloges.

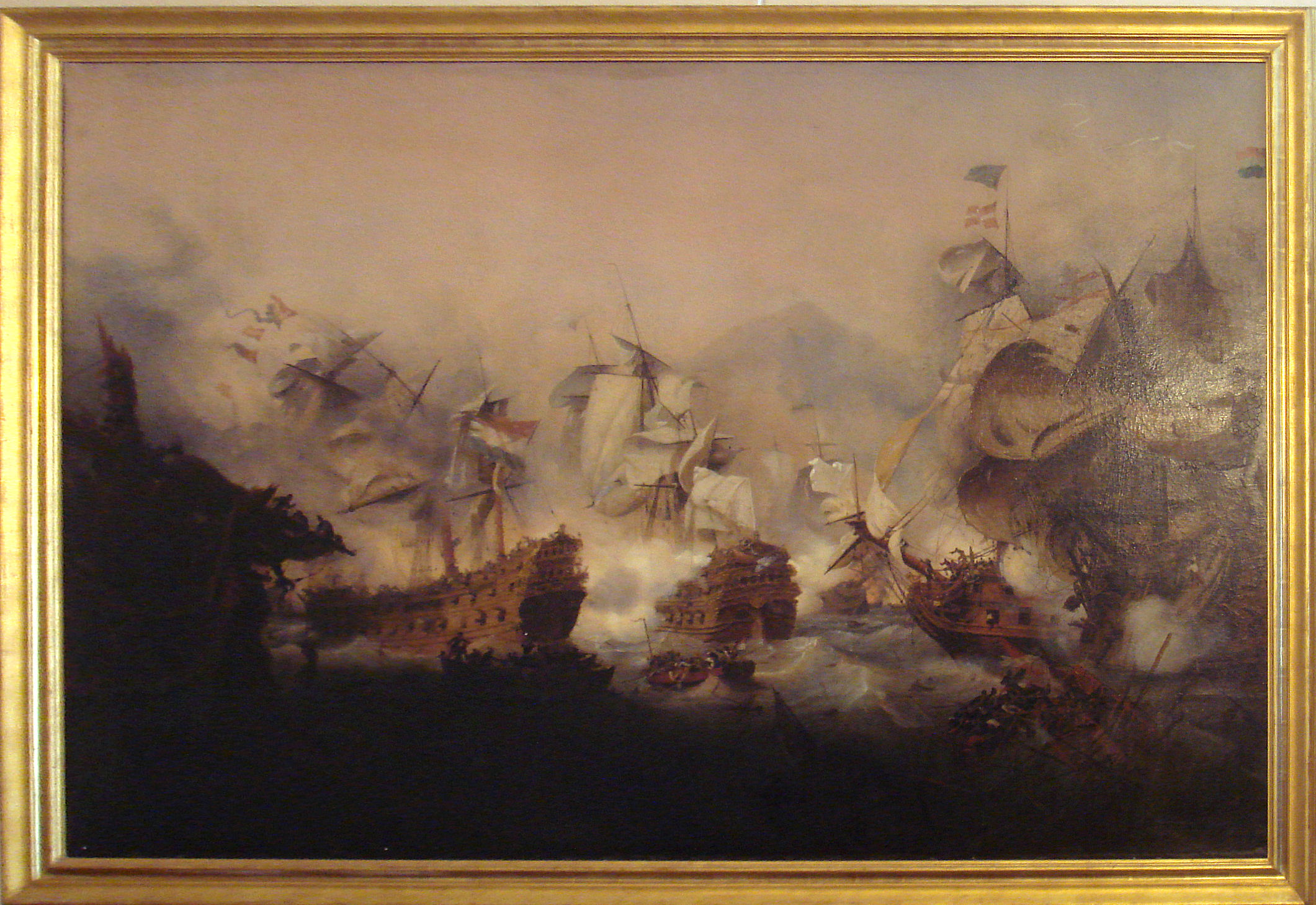
Bataille d'Agosta, 22 avril 1676, huile sur toile par Ambroise Louis Garneray

Duquesne reprend la mer et affronte à nouveau les Hollandais lors de la bataille d'Agosta, le 22 avril 1676; mais, frileux, il laisse à son avant-garde tout le poids de la bataille. Le marquis d'Alméras qui la commande est tué au combat.
Au cours de ces deux batailles, Duquesne ne parvient pas à prendre l’avantage sur l’escadre hispano-hollandaise. Celle-ci demeure intacte alors qu'elle aurait pu être facilement inquiétée s'il s'était montré plus agressif et habile dans ses manœuvres.[réf. nécessaire] Cependant, Ruyter est mortellement blessé pendant la bataille d'Agosta et sa mort marque la fin de l'alliance entre Hollandais et Espagnols en même temps que la fin des combats en Méditerranée.
La victoire décisive à la bataille de Palerme, le 2 juin 1676, est obtenue grâce au génie de Tourville, alors que Duquesne à bord du Saint-Esprit tire un bord au large et ne participe pas à la confrontation. Le navire amiral espagnol Nuestra Señora del Pilar est détruite par un brûlot français et l'amiral don Francisco de la Cerda tué, tout comme l'amiral hollandais Jan den Haen. Finalement, la flotte alliée perd douze vaisseaux et près de 3 000 hommes. Durant l’été, Duquesne se révèle incapable de poursuivre et de détruire le reste des forces hollandaises pourtant mal en point. Duquesne obtient alors l'autorisation du duc de Vivonne de quitter le Saint-Esprit, très malmené par la campagne, et passe sur le Royal-Louis, « un des plus beaux bâtiments de la flotte de guerre française, avec ses cent vingt canons. »
Lorsque la paix de Nimègue est signée en 1679, Duquesne a près de 70 ans.

#### Missions en Méditerranée

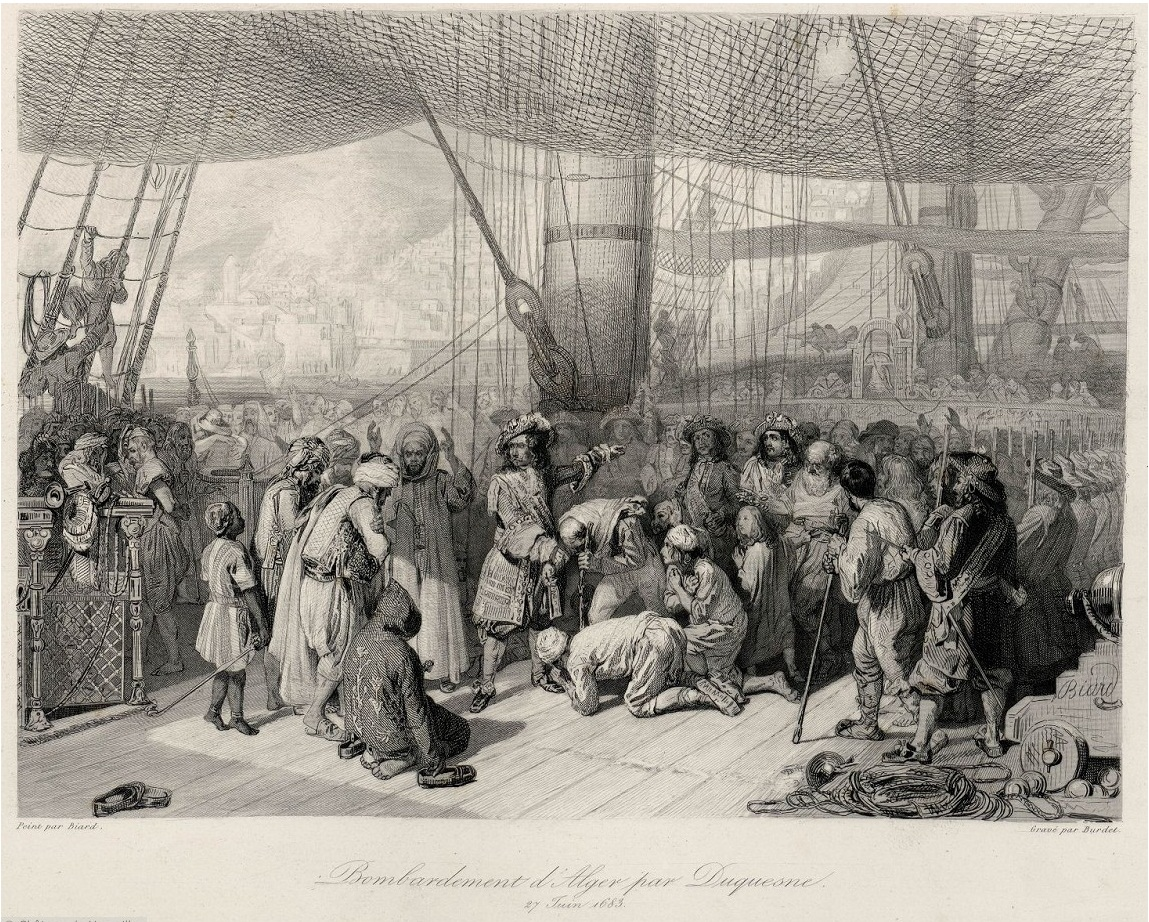
Libération de captifs chrétiens après le bombardement d'Alger en 1683 (gravure allégorique du XIXe siècle)

Après quelques mois de repos, il est, le 26 août 1680, devant Tripoli. Le marquis d'Amfreville, commandant du Fort, bat à lui seul six bâtiments ennemis. Avec sept navires, il poursuit les corsaires et la flotte barbaresque de Tripoli jusqu’à l’anse de Chio, possession de l'Empire ottoman, le 23 juillet 1681. Quand le gouverneur de la place refuse de les expulser, il canonne le fort et la ville et établit un blocus. Cette violation de la neutralité turque n'est pas du goût de Louis XIV qui ne voulait pas d'une guerre avec cet État mais 80 000 couronnes payées par les marchands français commerçant avec Constantinople apaisent vite le courroux turc.

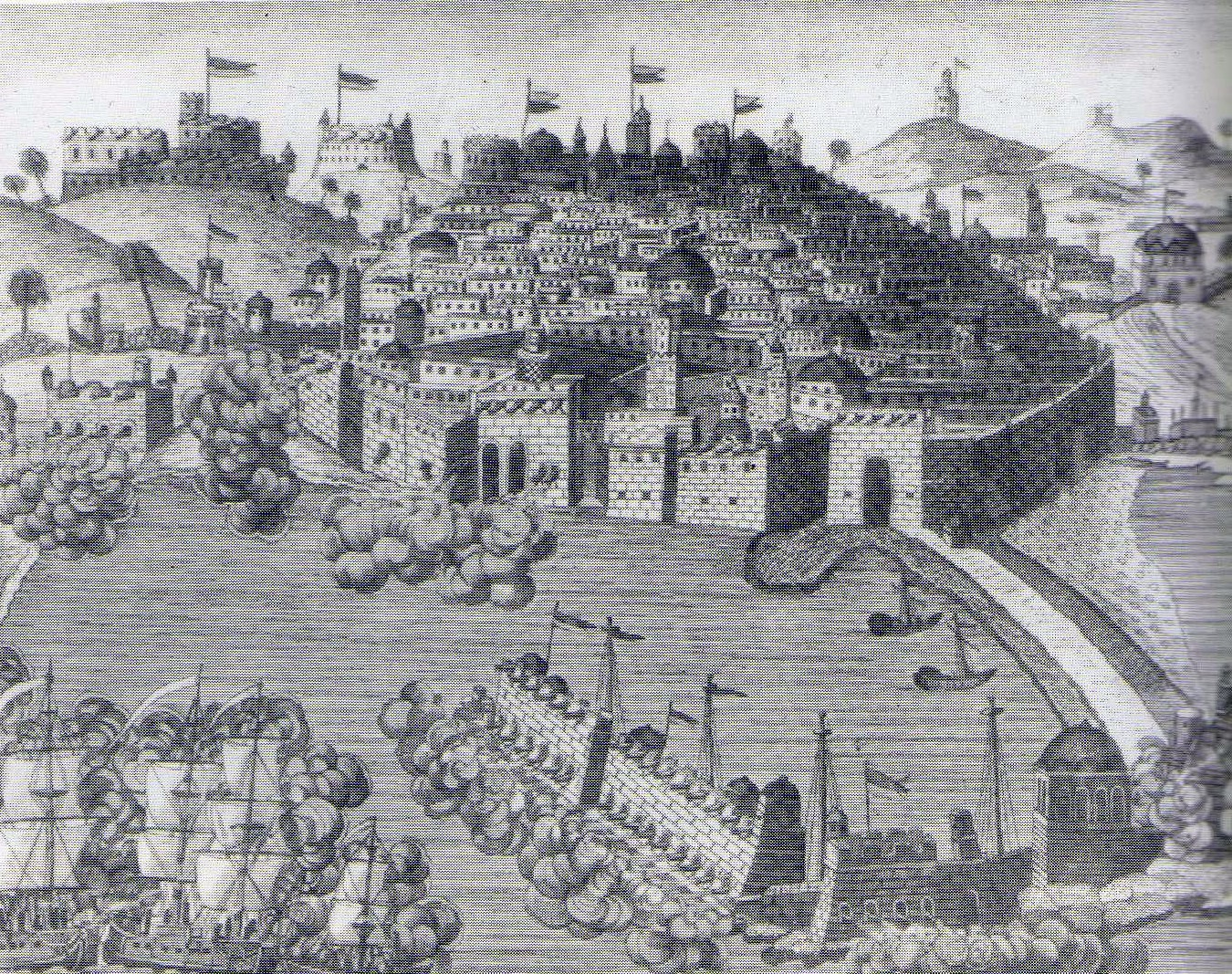
Bombardement d'Alger par Abraham Duquesne, en 1682

Il commande par la suite les deux bombardements d'Alger, et force le dey à libérer tous les esclaves chrétiens. L’escadre de Duquesne arrive devant Alger le 12 juillet 1682, mais il est contraint par le mauvais temps d'ordonner à ses capitaines (Tourville, Forant, de Pointis, de Lhéry, de Belle-Isle-Erard, entre autres) de différer le début des bombardements. Ces derniers débutent le 20 août et se poursuivent jusqu'au 5 septembre, sans grands résultats. Alger est alors le port le mieux défendu de toute la Méditerranée, mieux que Gênes, beaucoup mieux que Toulon. Apprenant l'échec de l'expédition le 11 octobre, le Roi n’est pas satisfait mais doit reconnaitre cependant l’effet terrifiant du petit nombre de bombes, 280 environ, qui avaient été envoyées. Le 18 juin 1683, la flotte de Duquesne est à nouveau devant Alger. Les bombardements débutent dans la nuit du 26 au 27 juin. Au matin du 28, 217 bombes avaient été tirées, lorsque Duquesne propose au dey une trêve contre la libération des esclaves chrétiens. Cette trêve est interrompue le 21 juillet, et les bombardements reprennent les jours suivants. Son neveu Duquesne-Mosnier, qui commandait L’Ardente, est « blessé d’une grande contusion à la cuisse gauche ». Les tirs se poursuivent jusqu'au 17 août, date à laquelle le stock de bombes est épuisé.

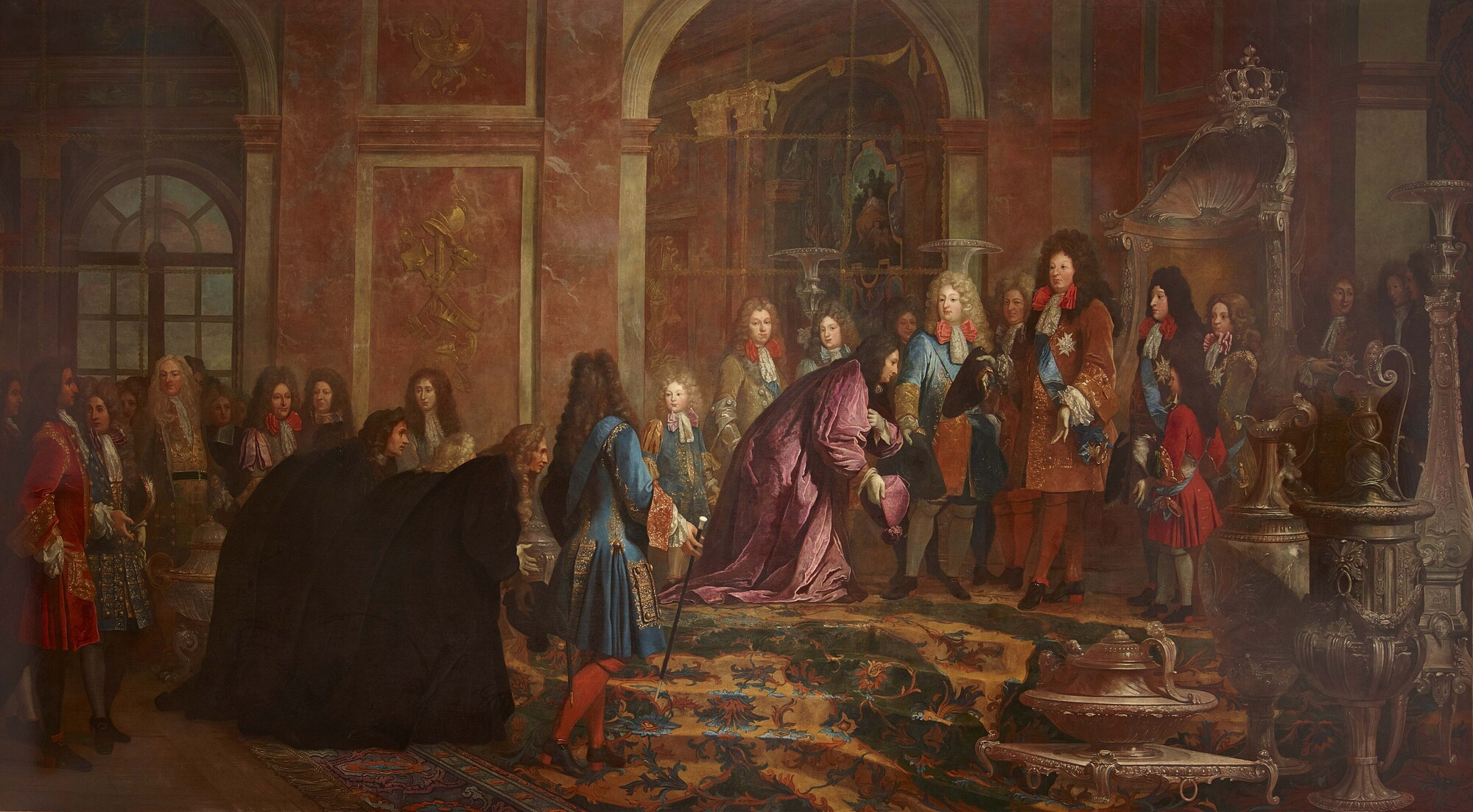
Réparation faite à Louis XIV par le doge de Gênes, Francesco Maria Imperiale Lercari, dans la galerie des Glaces de Versailles; Huile sur toile par Claude Guy Hallé, château de Versailles

En mai 1684, il est à la tête d'une flotte de quatorze vaisseaux de ligne, vingt galères et dix galiotes à bombe, à qui le ministre de la Marine Seignelay a ordonné d'aller bombarder Gênes, qui avait vendu des munitions aux corsaires barbaresques de la régence d'Alger. Entre le 18 et le 22 mai, 13 000 boulets sont tirés sur la ville. Ce bombardement n'est pas suffisant et les Génois refusent les émissaires envoyés par Duquesne. Aussi, les Français sont-ils obligés de lancer une offensive terrestre, confiée au chef d'escadre de Lhéry (qui trouve la mort dans l'attaque). Devant les dégâts subis, la ville finit par se rendre et le doge de Gênes Francesco Maria Imperiale Lercari est contraint de venir s'humilier aux pieds du roi de France, en mai 1685.
Ces interventions sont conçues comme autant de démonstrations de force de la part d'un souverain qui veut faire l'étalage de sa puissance navale. Avant la descente contre Alger en 1682, Colbert rappelle ainsi à Duquesne que « la préparation des bombes a fait un très grand bruit dans les pays étrangers, qu'on regarde de toutes parts quel en sera le succès et que de revenir sans avoir rien mis à exécution se contentant seulement de faire la paix avec des gens avec lesquels on ne peut espérer de la maintenir longtemps que par le châtiment que l'on fera de l'insolence avec laquelle ils l'ont rompue, cela feroit un très mauvais effet. »

#### La religion, obstacle à toute promotion
Ces succès lui laissent espérer une promotion. Cependant, Colbert lui écrit pour lui dire que Louis XIV est satisfait de ses services mais qu'il est au regret de l'informer que sa religion, qu'il refuse d'abjurer, rend impossible le fait de l'élever à la dignité d'amiral. 
Contrairement à d'autres, Duquesne refuse d'abjurer le protestantisme. Le roi lui écrit « Je voudrais, monsieur, que vous ne m'empêchiez pas de récompenser les services que vous m'avez rendus comme ils méritent de l'être ; mais vous êtes protestant et vous savez quelles sont mes intentions là-dessus. » Au cours d'un de ces congés, il se rend à la Cour à Versailles, pour plaider sa cause. À Louis XIV, Duquesne répond, sûr de lui : « Sire, quand j'ai combattu pour Votre Majesté, je n'ai pas examiné si Elle était d'une autre religion que moi. »
Colbert et Bossuet essayeront à leur tour de le persuader, lui faisant voir la possibilité d'être promu maréchal, mais ce dernier reste intraitable. Pas rancunier, Louis XIV le fait marquis et érige sa terre du Bouchet près d'Étampes en marquisat.
En 1685, il est l'un des très rares personnages autorisé à rester protestant et à pouvoir demeurer en France malgré l’Édit de Fontainebleau, à condition qu'il ne se livre à aucun acte d'allégeance public « à la religion prétendue réformée ». Il demande à émigrer, mais cette faveur lui est refusée, de peur qu'il ne renseigne l'étranger sur l'état des forces navales françaises.
Il meurt d'une attaque d'apoplexie, le 1er février 1688 à Paris, à l’âge de 78 ans. Il est enterré dans son château du Bouchet, domaine érigé en marquisat par Louis XIV. Abraham Duquesne possédait le manoir du Moros à Concarneau.
Une semaine après sa mort, le Roi ordonne que tous ses biens soient mis sous séquestre. À sa veuve on laisse le choix de l'émigration ou de l'abjuration. Cette dernière finit par renier sa foi et peut conserver ses biens. Sur les quatre fils du couple, deux se convertiront au catholicisme, les deux autres émigreront en Suisse.

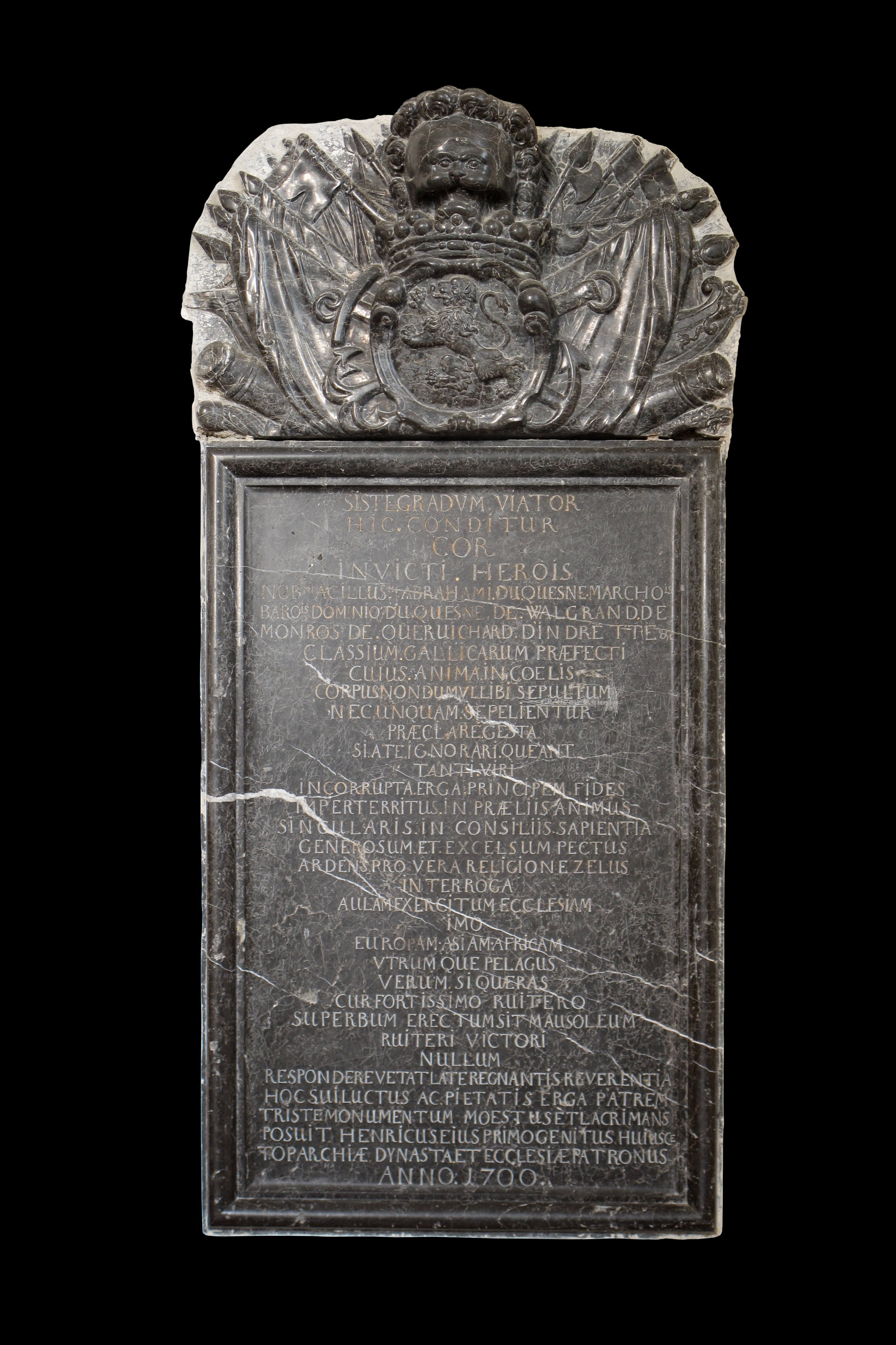
Cœur de l'amiral Duquesne

Parmi eux, son fils Henri Duquesne, qui transporte le cœur de son père au temple d'Aubonne, dans le canton de Vaud (Suisse). Il lui compose une épitaphe en latin, dont voici la traduction :
| Du Quesne fils à son père: Ce tombeau attend les restes de Duquesne Son nom est connu sur toutes les mers Passant, si tu demandes pourquoi les Hollandais Ont élevé un monument superbe à Ruyter vaincu, et pourquoi les Français Ont refusé une sépulture au vainqueur de Ruyter Ce qui est dû de respect et de crainte à un monarque, Dont s'étend au loin la puissance, Minterdit toute réponse. |

## La légende dorée
Cette légende dorée fut d’abord forgée par Duquesne lui-même qui ne manque jamais l’occasion de se présenter comme un vieux loup de mer, mais aussi par Colbert qui va utiliser les combats contre Michiel de Ruyter pour redorer le blason de la Royale. Tenue en respect dans la Manche par la flotte des « marchands de fromage », la campagne en Méditerranée va permettre à la Royale de se forger un héros à l’image des Condé et Turenne. Du jour au lendemain, la propagande fait de Duquesne, « le Turenne des mers », le plus grand capitaine de mer du moment, l’égal et le vainqueur de Ruyter. Alicudi et Agosta deviennent des victoires éclatantes et Palerme le plus formidable succès naval.
Alors que tous les grands chefs du règne de Louis XIV sont anglais ou hollandais, Duquesne va servir la propagande et accréditer l'idée d'un génie maritime français.

## Famille et descendance

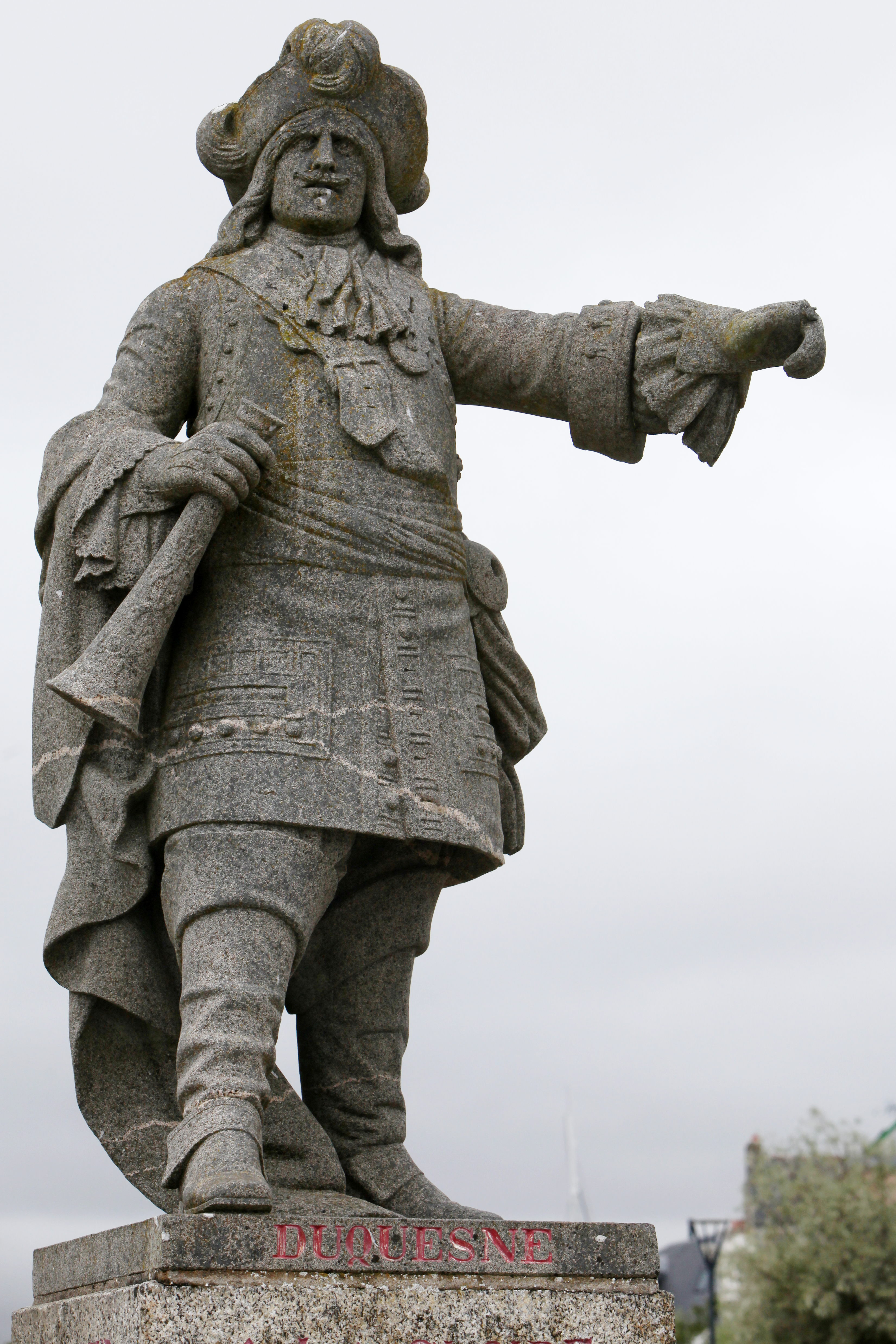
Statue de Duquesne à Concarneau, par Yves Hernot.

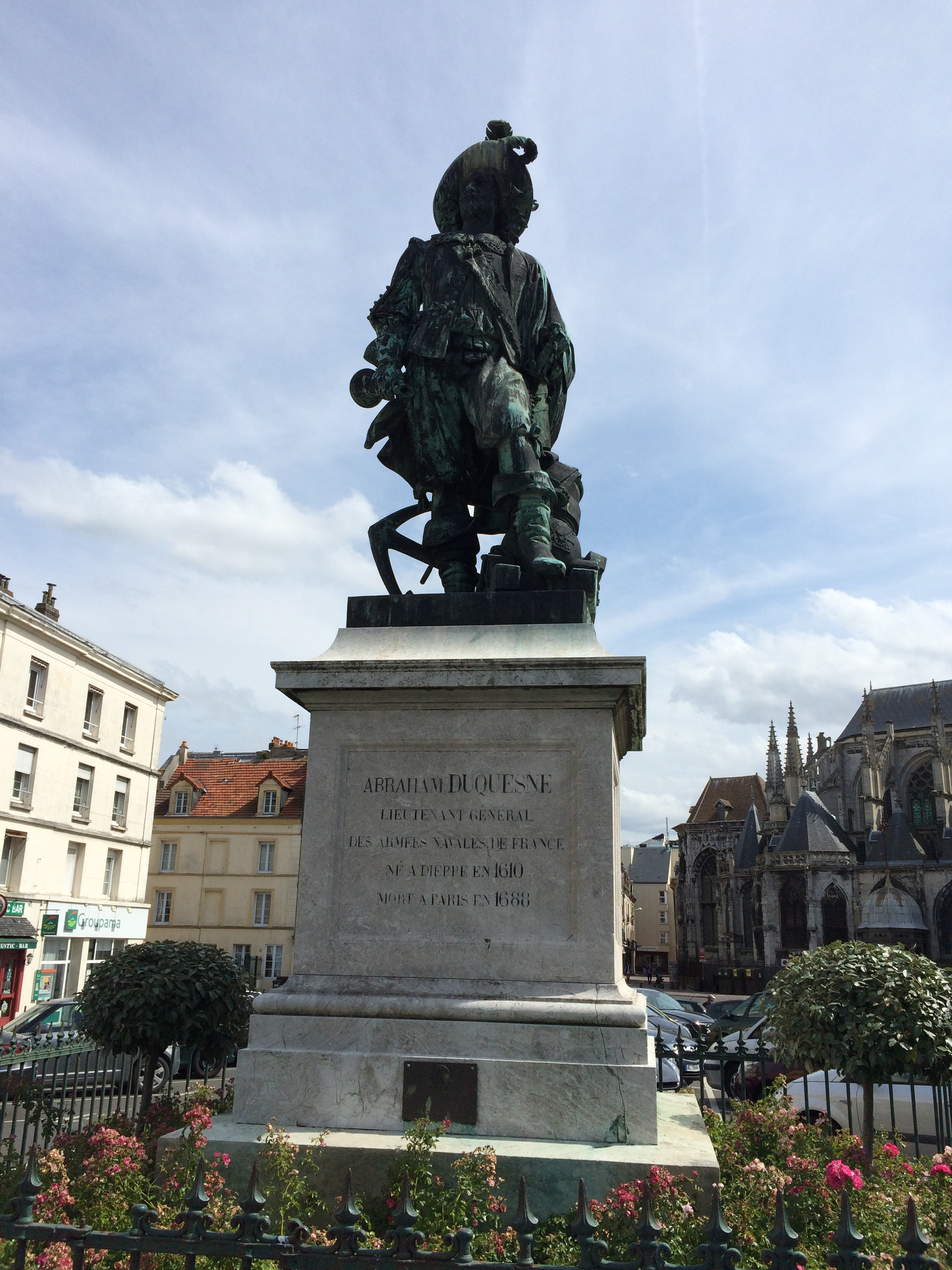
Statue de Duquesne (1844) à Dieppe sur l'actuelle place Nationale par Antoine Laurent Dantan.

- Jean Duquesne, mort à Blangy, dans le comté d'Eu, avant 1581[19] ;
  - Denis Duquesne, vit à Blangy en 1581 ;
    - Lardin Duquesne, peut-être le petit-fils du précédent, mort à Blangy vers 1604 ;
      - Abraham I Duquesne, né à Blangy vers 1570, mort au cours d'un combat avec une escadre espagnoles en 1635. Protestant, il a quitté Blangy en pour ne pas payer une rente à la fabrique de l'église Notre-Dame du village. Il s'installe à Dieppe où il est marchand entre 1604 et 1607, Honorable homme, bourgeois de Dieppe en 1619, puis capitaine entretenu en la marine du Roi à partir de 1626. Il s'est marié vers 1608 avec Marthe de Caux (née vers 1585 - morte à Rouen en 1668).
        - N. Duquesne (Dieppe vers 1609 - Ticou ou Tiku au nord de Padang, Sumatra †1621), l'aîné des Duquesne serait mort au cours d'une escale de la première expédition d'une flotte commerciale dieppoise vers les Moluques[20]. Il aurait été embarqué comme commis avec son frère Abraham, âgé d'une dizaine d'années ;
        - Abraham II Duquesne (Dieppe vers 1610-Paris 1688), chef d'escadre de Flandres en 1647, lieutenant général des armées navales en 1667, marquis du Quesne en 1682, baron d'Indret, seigneur de Monros, Quervichard et autres lieux, a épousé Gabrielle de Bernières, en 1661 (morte à Paris le 6 mai 1697). De cette union naîtront quatre fils :
          - Henri du Quesne (1662-†1722), capitaine de vaisseau en 1674, il refuse d'abjurer et émigre en Suisse, d'abord à Aubonne où il a acheté la seigneurie en 1685 grâce à un prêt hypothéqué passé devant Me Arouet,le père de Voltaire, puis à Genève. Dès 1715, après la mort de Louis XIV, le Régent l'autorise à revenir à Paris pour régler ses affaires. Marié en 1683 à Françoise Bosc, fille de Laurent Bosc, seigneur de Servies, conseiller du Roi au parlement de Toulouse ;
            - Gabriel Duquesne ;
            - Marc-Antoine-Jacob Duquesne, baptisé à Aubonne le 25 août 1694 ;
            - Henriette-Françoise Duquesne

          - Abraham III Duquesne-Monros (1663 - mort à La Haye le 22 février 1695), capitaine de vaisseau en 1683, il revient sur son abjuration et passe en Hollande en 1689 ;
          - Isaac Duquesne (10 septembre 1665 - †1745) ;
          - Jacob Duquesne (1666-†1741), capitaine de vaisseau. Il rentre et France et se convertit. Il est enseigne de vaisseau en 1695 et se marie la même année avec Madeleinne-Françoise de Sourcelle. Avec son frère Isaac, il persuade sa mère de vendre les terres du Bouchet-Valgrand qui constituaient le marquisat de du Quesne au beau-frère d'Henri du Quesne, Marc-Antoine Bosc, en 1696[21] ;

        - Jacob Duquesne (Dieppe vers 1615-1660), épouse à La Rochelle, en 1646, Suzanne Guiton (1619-avant 1686)[22], fille de Jean Guiton, maire de La Rochelle. Capitaine entretenu de la marine du Roi, tué d'un coup de canon ;
          - Abraham Duquesne-Guitton (1648-1724), Gouverneur général des Isles du Vent de 1714 à 1716. Marié en 1687 à Brest avec Marquerite Vinet, veuf, il se remarie en 1692, à La Rochelle, avec Marguerite Nicolas de Voutron, fille de Gédéon Nicolas de Voutron (1640- vers 1685) et sœur de Gédéon Nicolas de Voutron (1670-1733) qui a fait le récit d'un Voyage aux Amériques, dont il a eu trois filles ;

        - Étienne Duquesne (Dieppe vers 1620-vers 1659), capitaine de vaisseau marchand, a épousé Suzanne Le Mosnier (morte après 1693) ;
          - Abraham Duquesne-Monier (1653 ou 1654-Toulon 1726), chef d'escadre d'Aunis en 1715, commandant la marine à Toulon. Marié à Toulon en 1693 avec Ursule-Thérèse Possel ;
            - Michel-Ange Duquesne de Menneville (1700-1755), Gouverneur général de la Nouvelle-France de 1752 à 1755.

## Hommages, postérité
- De nombreuses villes ont dédié une voie à Duquesne. En 1864, la ville de Paris lui rend hommage en dénommant une nouvelle voie du 7e arrondissement avenue Duquesne. Entre autres une avenue de Tours, une rue d'Auxerre, une rue et un quai de Dieppe, une rue de Lyon ainsi qu'une rue de La Rochelle portent son nom.
- Un fort français nommé le Fort Duquesne, situé à proximité de Pittsburgh et prit par les anglais lors de la Guerre de Sept Ans

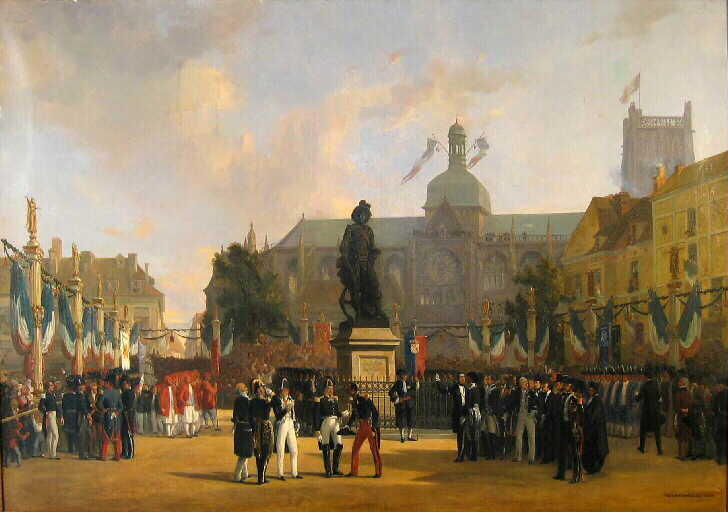
Inauguration de la statue Duquesne le 22 septembre 1844 devant le transept de l'église Saint-Jacques de Dieppe, 1845, huile sur toile par Jacques Guiaud.

- Plusieurs statues et monuments honorent la mémoire d'Abraham Duquesne :
  - En 1844 est inauguré à Dieppe la statue en pied Duquesne, un bronze d'après le plâtre original exposé par Antoine Laurent Dantan au Salon de 1843. Cette statue trône au milieu de l'actuelle place Nationale[23].
  - La statue en pied, en pierre, du Monument à Abraham Duquesne de Concarneau est commandée à Yves Hernot (fils), sculpteur à Lannion par l'ancien conseiller général du Finistère, le comte de Chauveau (1829-1889)[24] et son épouse, née Zénaïde Ivanovna Nerychkine (1809-1893), propriétaires du château de Kériolet à Beuzec Conq depuis 1862 et du manoir du Moros, ancienne propriété de Duquesne de 1651 à 1688. Installée au château de Kériolet, l'œuvre est déplacée à l'entrée du Moros après la mort de la comtesse en 1893, puis posée face au large, en bordure du chenal[25].
  - Le Monument en hommage à Abraham Duquesne conçu par le sculpteur et architecte Emile Derié est inauguré le 25 septembre 1910 au Bouchet (Seine-et-Oise), (actuelle place Abraham Duquesne, commune de Vert-le-Petit dans l'Essonne), dont Duquesne avait acquis les terres et seigneuries en 1681. Un nouveau buste en pierre, inauguré le 11 novembre 1949 remplace l'ancien buste en bronze, fondu en 1942, dans le cadre de la mobilisation des métaux non ferreux.
- Plusieurs bâtiments de la Marine nationale française ont été nommés en l'honneur d'Abraham Duquesne
  - Le Duquesne, vaisseau de 74 canons (1787-1803)
  - Un vaisseau-école (1811-1814)
  - Un vaisseau de 74 canons (1814-1836)
  - Un vaisseau de 82 canons (1847-1867)
  - Le Duquesne, un vaisseau de 90 canons (1853-1887)
  - Un croiseur (1873-1901)
  - Un croiseur lourd de 10 000 tonnes (1924-1955) de la classe Duquesne
  - La frégate Duquesne lance-missiles (indicatif visuel : D 603), Mise en service en 1970, en réserve en 2007 puis désarmée, en attente de déconstruction.